# Uroczysko Kostrze
Uroczysko Kostrze – teren rekreacyjny na terenie Krakowa. Znajduje się w Dzielnicy VIII Dębniki.
Uroczysko zajmuje obszar 11 ha i obejmuje zbudowane z wapieni wzgórza Solnik i Wielkanoc oraz położone u południowo-wschodniego podnóża Solnika łąki należące do obszaru Natura 2000. Wzgórze porośnięte jest lasem, w którym dominują jawor (Acer pseudoplatanus), klon pospolity (Acer platanoides), jesion wyniosły (Fraxinus excelsior) i sosna zwyczajna (Pinus sylvestris). Na rozległym i płaskim grzbiecie wzgórza jest duża łąka, której część porastają murawy kserotermiczne. Na łąkach u południowo-wschodniego podnóża wzgórza rosną rzadkie gatunki roślin: kukułka plamista (Dactylorrhiza maculata), kosaciec syberyjski (Iris siberica), pełnik europejski (Trollius europaeus). Z większych zwierząt na terenie uroczyska występują sarny (Capreolus capreolus), dziki (Sus scrofa) i lisy (Vulpes vulpes).
Polana na szczycie Solnika jest dobrym punktem widokowym. Przy dobrej widoczności widoczne z niej są Beskidy, Gorce, Tatry, Babia Góra i Pasmo Policy. Na bliższym planie widoczne są Wzgórza Tynieckie i rozległe łąki między Solnikiem a wzgórzami Winnica i Góra Pychowicka. Z polany rozpościera się widok również w kierunku północnym na Srebrną Górę z Klasztorem Kamedułów oraz Zamek w Przegorzałach. W kierunku północno-wschodnim widoczny jest wał Sikornika i Góry św. Bronisławy.
Cała okolica uroczyska odegrała ważną rolę w planach obronnych monarchii austro-węgierskiej, szczególnie zaś przebiegające w pobliżu uroczyska ulica Tyniecka, Widłakowa i Winnicka. Ta ostatnia celowo wije się serpentynami przez podmokłe łąki uroczyska – miało to zapewnić działom fortów dłuższy czas jej ostrzału w razie wdarcia się wojsk nieprzyjacielskich. Na terenie uroczyska znajdował się należący do Twierdzy Kraków fort „Bodzów”. Wchodził w skład pierwszego, zewnętrznego pierścienia obrony. W skałach wykuto kawerny służące do magazynowania amunicji. Na terenie uroczyska są to Kawerna w Wielkanocy, Kawerna w Bodzowie i Kawerna w Kostrzu. Wzgórze Solnik odegrało również rolę podczas II wojny światowej – przez krótki czas okopali się w nim polscy żołnierze Armii „Kraków”.
Uroczysko powstało z inicjatywy Fundacji Miejski Park oraz Ogrodu Zoologicznego. Należy do niego siedem obiektów leśnych Krakowa: Góra Pychowicka, Las Wolski, Skałki Twardowskiego, Uroczysko Kostrze, Uroczysko Kowadza, Uroczysko Wielkanoc, Uroczysko Tyniec. Opisane są w broszurze „Szlak lasów miejskich Krakowa”.
Przez uroczysko prowadzi znakowany szlak turystyczny oraz szlak rowerowy. Przy szlakach dla turystów przygotowano infrastrukturę turystyczną (ławki, kosze na śmieci, wiaty, tablice informacyjne). Przy uroczysku znajdują się dwa przystanki MPK: „Kostrze szkoła” i „Kostrze I”. Można do nich dojechać z Ronda Grunwaldzkiego.

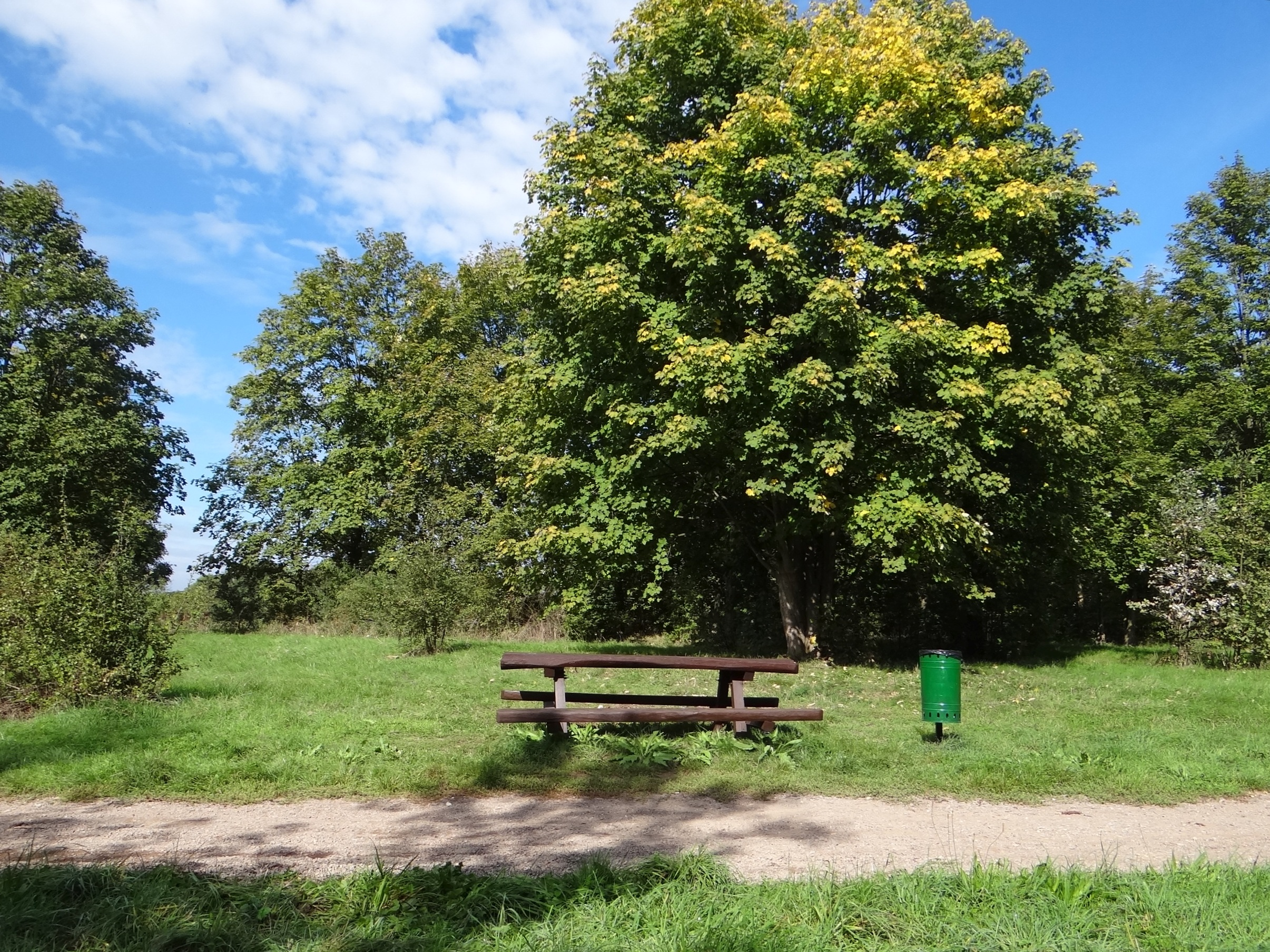
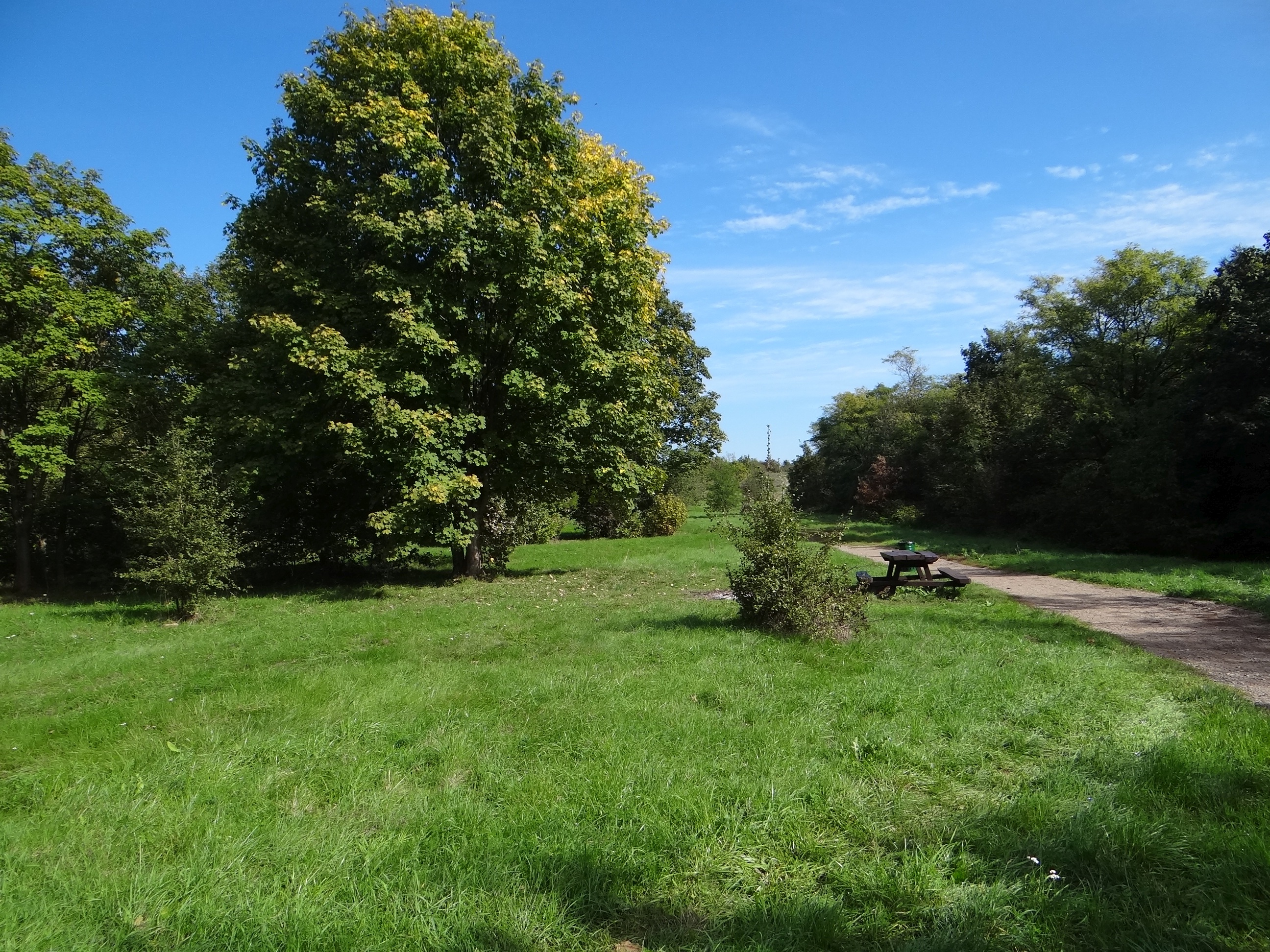
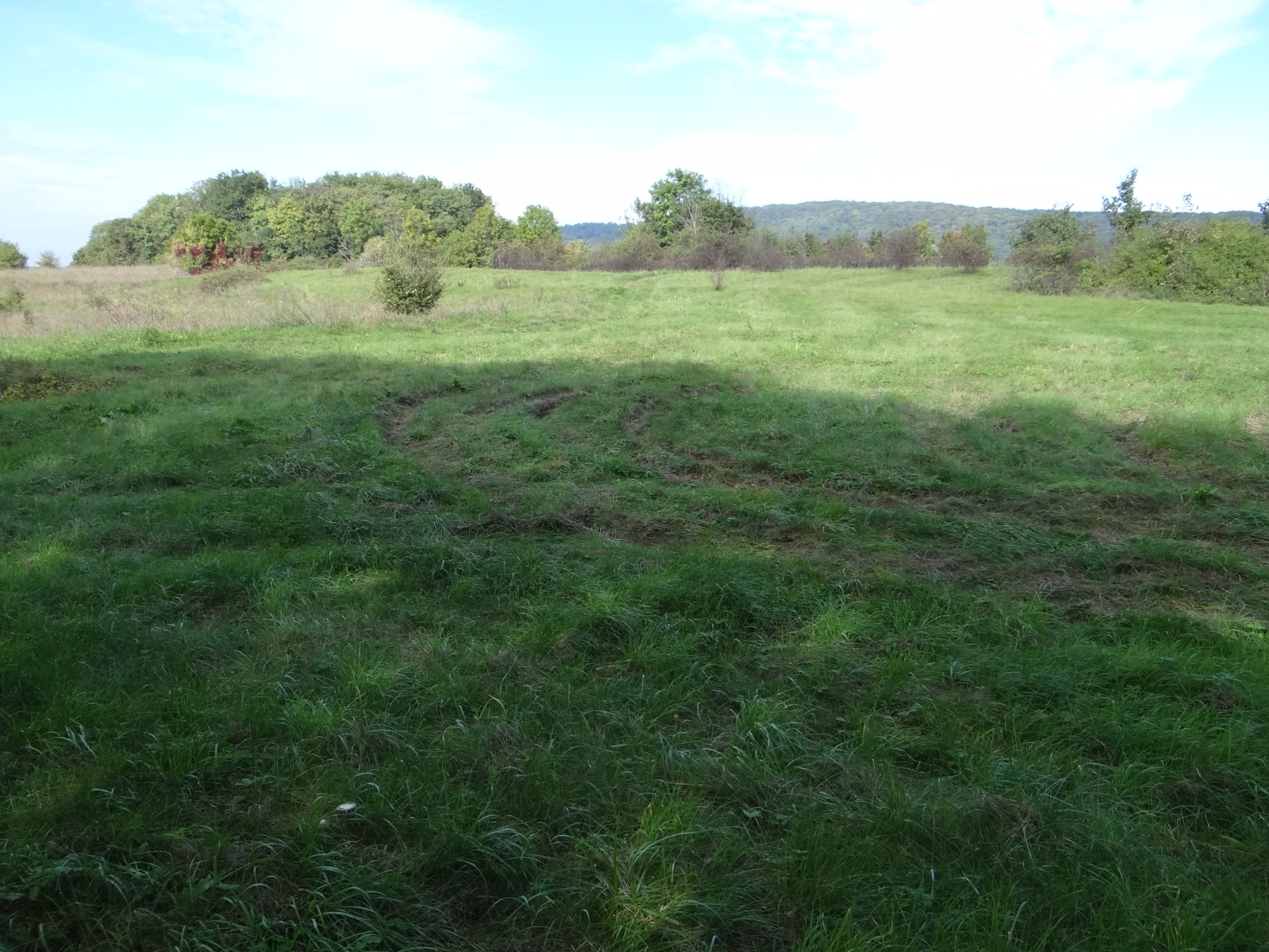
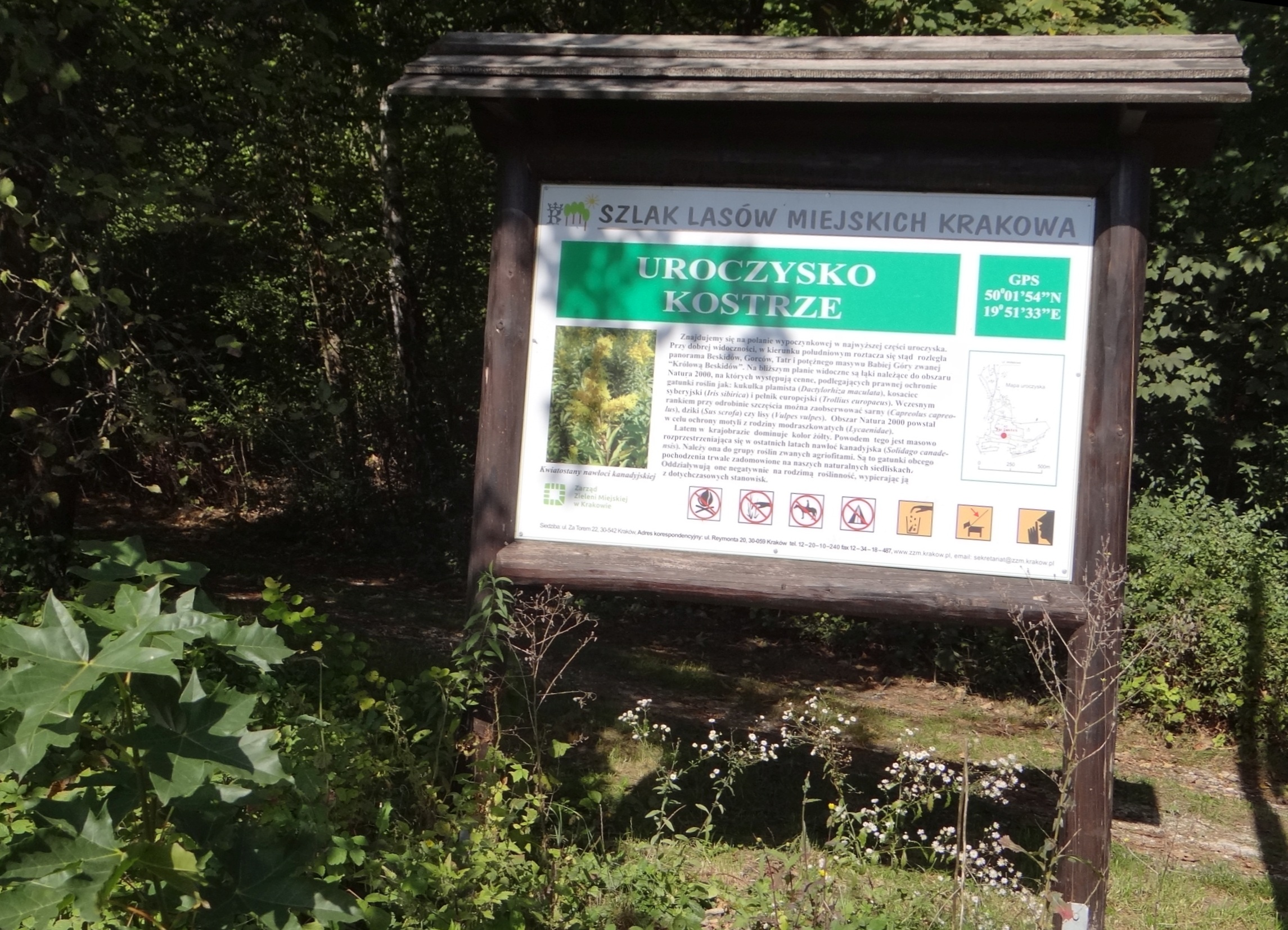
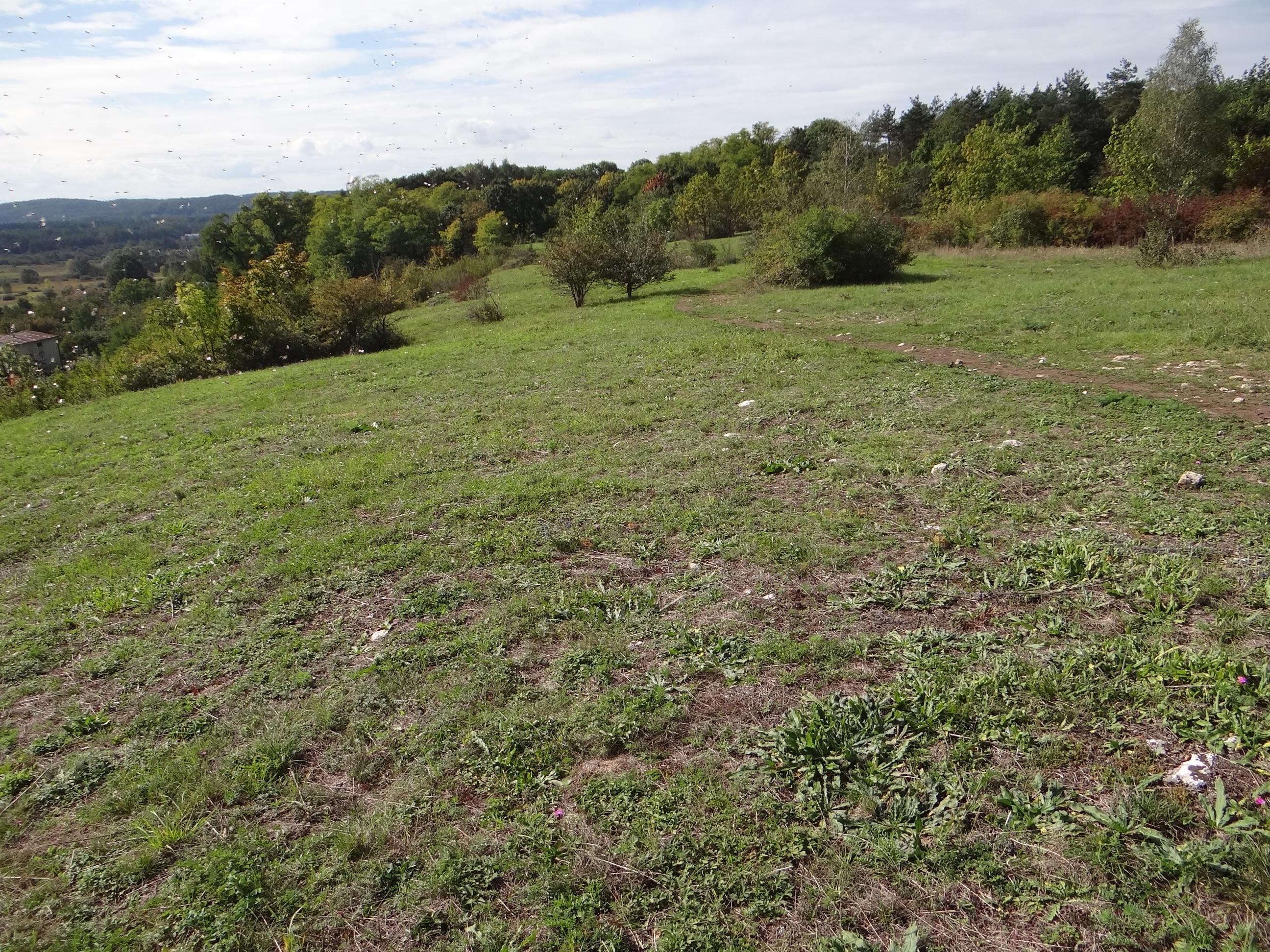
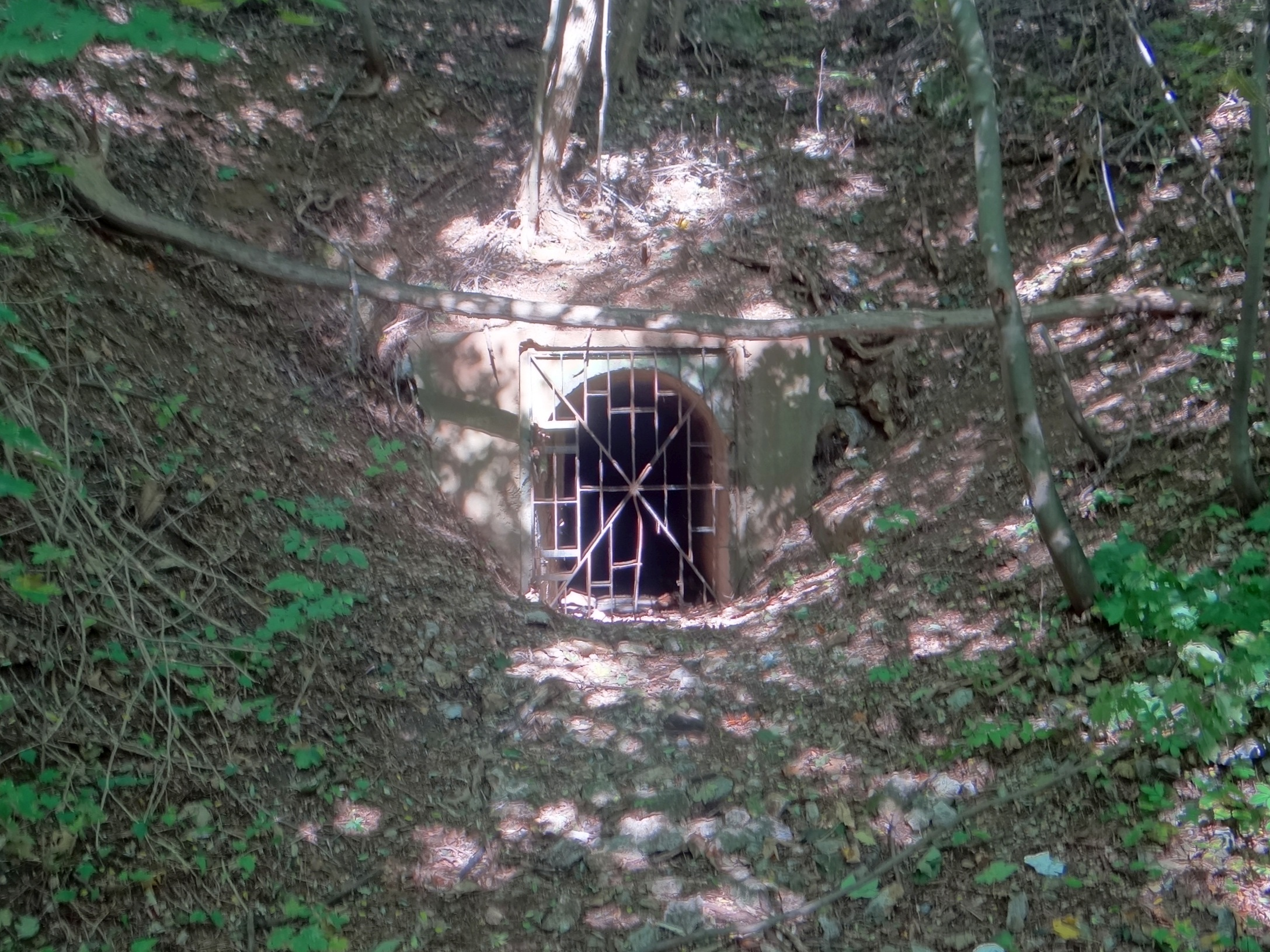
Kawerna Kostrze